# Der große Graben
Der große Graben (französischer Originaltitel: Le Grand Fossé) ist der 25. Asterix-Band. Er erschien 1980 sowohl in der Originalsprache als auch auf Deutsch und wurde von Albert Uderzo sowohl gezeichnet als auch geschrieben.

## Handlung
In einem gallischen Dorf herrscht Krieg. Deshalb wurde dort ein Graben ausgehoben, der das Dorf teilt. Die Einwohner sind unterschiedlicher Meinung: Die einen wollen Griesgramix als Dorfhäuptling, die anderen Grobianix. Nach einer Schlacht, die unentschieden ausgeht, macht der nach Hering riechende Greulix nach einiger Zeit Grobianix den Vorschlag, die römische Armee zu Hilfe zu holen. Grünix, der Sohn des Häuptlings Griesgramix, erfährt durch seine Freundin Grienoline, Tochter des anderen Häuptlings, davon. Er erhält von seinem Vater den Auftrag, zum Dorf von Asterix und Obelix zu reisen, um dort Miraculix zu Hilfe zu holen. Greulix gelingt es in der Zwischenzeit die Römer zu überreden, dass sie ihnen helfen, das Dorf zu erobern. Die Römer verlangen jedoch, dass sie dafür die Besiegten als Sklaven erhalten. Als Grobianix diesen Vertrag nicht mittragen will, wird seine Dorfhälfte versklavt.
Miraculix bietet sich darauf zusammen mit Asterix und Obelix den Römern als Küchensklave an und braut den unbesiegbar machenden Zaubertrank, preist ihn aber als leckeres Süppchen an. Da Zenturio Tullius Tortengus ihm misstraut, bietet der Druide an, dass sie und die gefangenen Anhänger von Grobianix die Suppe kosten. Durch diese List gelingt es ihnen, sich aus der Gefangenschaft zu befreien. Als sie das Lager betreten, um sich als Sklaven anzubieten, nennt der Wachposten Obelix aber „Dickerchen“, worauf dieser ihn zusammenschlägt. Miraculix kann ihn mit einem Elixier aber wieder zu Kräften kommen lassen, der ihn zudem den Vorfall vergessen lässt. Das Elixier vergisst er aber dann vor dem Lager, wo es Greulix findet. Dieser nutzt das Elixier, um die Römer wieder zu Kräften kommen zu lassen. Er drängt sie dazu, das gallische Dorf anzugreifen.
In der Zwischenzeit beschließen die Dorfhälften, durch das Einschreiten von Asterix und Miraculix ermutigt, gegen die Römer zusammenzuarbeiten. Miraculix braut daher seinen Trank und man beschließt, ihn zwischen den Dorfhälften über dem Graben in der Hütte des neutralen Grünspanix zu lagern, wo Asterix über ihn wachen will, sodass niemand von den Dorfhälften ihn an sich nehmen kann. In der Nacht kommt Greulix und überwältigt Asterix, um den Trank danach an die Römer zu verteilen. Allerdings hat der Trank bei den Römern aufgrund des zuvor eingenommenen Elixiers starke Nebenwirkungen: Statt stark und mächtig zu werden, werden die Römer zunächst zu Bällen aufgeblasen und dann klein wie Zwerge, sodass es für Asterix und Obelix ein Kinderspiel ist, sie zu besiegen. In der Zwischenzeit hat Greulix Grienoline entführt und verlangt für sie ein Lösegeld, wird aber bei seiner Flucht von den Piraten gefangen, die sich nach ihren schlechten Erfahrungen auf dem Meer als Flusspiraten versuchen. Asterix, Obelix und Grünix gelingt die Befreiung von Grienoline. Grünix schleudert Greulix mit einem letzten Schlag in die Luft, worauf dieser im Römerlager landet.
Da Grienolines Befreiung nicht dazu führt, dass Griesgramix und Grobianix auf ihre Ansprüche als Häuptling verzichten, verlangt Grienoline, dass sie dies in einem Zweikampf ausfechten, der bis zum Morgengrauen dauern soll. Verlierer soll derjenige sein, der am Boden liegen bleibt. Da bei Sonnenaufgang beide am Boden liegen, stellt Asterix als Schiedsrichter fest, dass es weder einen Sieger noch einen Verlierer gibt und schlägt Grünix und Grienoline als neues Häuptlingspaar vor, was vom gesamten Dorf bejubelt wird.
Am Schluss leiten die Gallier einen Teil eines nahen Flusses um und füllen den Graben, bauen darüber eine Brücke und die beiden ehemaligen Häuptlinge sitzen friedlich angelnd am Ufer, während Greulix im Römerlager Sklavendienste verrichtet.

## Veröffentlichung
Nach unüberbrückbaren Differenzen zwischen Uderzo und dem Verleger Dargaud nahm im Herbst 1979 Uderzos eigener Verlag Les Editions Albert René Gestalt an und publizierte diesen Band 1980 in Frankreich.
Die deutsche Übersetzung wurde in den Ausgaben 254–259 des Magazins Yps veröffentlicht und erschien 1980 im Ehapa Verlag als 25. Band der Asterix-Reihe. Mit der Neuauflage 2002 erhielt dieser Band ein neues Titelbild.
Albert Uderzo zeichnete in Der große Graben die Gallien-Landkarte, die Seite mit der Vorstellung der Gallier und die Vignette auf der Rückseite des Albums neu. Der Verlag Dargaud legte dagegen Widerspruch ein und erhielt Recht. Als Konsequenz daraus zeigten die Nachdrucke der bei Albert René verlegten Titel seit 1989 einen neuen Vorspann.
Der Band erschien unter anderem auch auf Englisch, Spanisch und Türkisch sowie in den Mundarten Schwäbisch, Schwyzerdütsch, Wienerisch, Sächsisch und Neuhessisch.